# إزا ديك هاكيت
إزا ديك هاكيت (بالإنجليزية: Isa Dick Hackett)‏ هي منتجة أفلام وكاتِبة أمريكية، ولدت في 15 مارس 1967 في Greenbrae, California ‏ في الولايات المتحدة.

## روابط خارجية
- عيسى ديك هاكيت على موقع IMDb (الإنجليزية)
- عيسى ديك هاكيت على موقع قاعدة بيانات الفيلم (الإنجليزية)